# Матюшина, Анна Кузьминична
Анна Кузьминична Матюшина (9 октября 1923 года, Москва, СССР — 16 июля 2008 года, Москва. Российская Федерация) — советская камерная и оперная певица (меццо-сопрано), актриса, педагог, профессор, заведующая кафедрой вокального искусства ГИТИСа. Солистка, художественный руководитель вокальной студии солистов Центрального телевидения и Всесоюзного радио СССР. Заведующая кафедрой вокального искусства ГИТИСа, профессор (1981). Заслуженная артистка РСФСР (1962). Заслуженный деятель искусств Северо-Осетинской АССР.
Творчество певицы Анны Кузьминичны Матюшиной характеризуется высоким и тонким художественным исполнительством вокальных произведений. Певице для блистательного исполнения были подвластны все жанры вокальных произведений от барочной музыки до песен советских композиторов. А. К. Матюшина создала множество концертных программ для камерной сцены, среди которых особенно были отмечены романсы и песни М. П. Мусоргского, Н. А. Римского-Корсакова, П. И. Чайковского, С. В. Рахманинова, С. И. Танеева, Н. К. Метнера. Советские композиторы писали песни для голоса А. К. Матюшиной, которые звучали в концертах на эстрадной сцене, записи на грампластинки, для исполнения в кинофильмах («Мы с вами где-то встречались» /1954/, «За витриной универмага» /1955/, «К новым берегам» /1962/).
Снималась в фильме-опере Н. А. Римского-Корсакова «Майская ночь» (1972). Исполнители: дирижер — Владимир Федосеев. Алексей Кривченя, Константин Лисовский, Людмила Сапегина, Анна Матюшина, Геннадий Троицкий, Юрий Ельников, Иван Будрин, Ольга Пастушенко В сопровождении хора и оркестра Всесоюзного телевидения и радиовещания.